# Llista de medallistes olímpics de natació sincronitzada
Aquesta és una llista dels medallistes olímpics de natació sincronitzada:

## Medallistes

### Programa actual

#### Duet
| Edició                   | Or                                               | Argent                                        | Bronze                                              |
| 1984 Los Angeles detalls | Estats UnitsTracie Ruiz · Candy Costie           | CanadàSharon Hambrook · Kelly Kryczka         | JapóSaeko Kimura · Miwako Motoyoshi                 |
| 1988 Seül detalls        | CanadàMichelle Cameron · Carolyn Waldo           | Estats UnitsKaren Josephson · Sarah Josephson | JapóMikako Kotani · Miyako Tanaka                   |
| 1992 Barcelona detalls   | Estats UnitsKaren Josephson · Sarah Josephson    | CanadàPenny Vilagos · Vicky Vilagos           | JapóFumiko Okuno · Aki Takayama                     |
| 1996 Atlanta             | No fou inclòs en el programa olímpic             | No fou inclòs en el programa olímpic          | No fou inclòs en el programa olímpic                |
| 2000 Sydney detalls      | RússiaOlga Brusnikina · Mariya Kiselyova         | JapóMiya Tachibana · Miho Takeda              | FrançaVirginie Dedieu · Myriam Lignot               |
| 2004 Atenes detalls      | RússiaAnastassia Davídova · Anastassia Iermakova | JapóMiya Tachibana · Miho Takeda              | Estats UnitsAlison Bartosik · Anna Kozlova          |
| 2008 Pequín detalls      | RússiaAnastassia Davídova · Anastassia Iermakova | EspanyaAndrea Fuentes · Gemma Mengual         | JapóSaho Harada · Emiko Suzuki                      |
| 2012 Londres detalls     | RússiaNatalia Ishchenko · Svetlana Romàixina     | EspanyaOna Carbonell · Andrea Fuentes         | R.P. de la XinaHuang Xuechen · Liu Ou               |
| 2016 Rio detalls         | RússiaNatalia Ishchenko · Svetlana Romàixina     | R.P. de la XinaHuang Xuechen · Sun Wenyan     | JapóYukiko Inui · Risako Mitsui                     |
| 2020 Tòquio detalls      | ROCSvetlana Kolesnichenko Svetlana Romashina     | R.P. de la XinaHuang Xuechen · Sun Wenyan     | UcraïnaMarta Fiedina · Anastasiya Savchuk           |
| 2024 París detalls       | R.P. de la XinaWang Liuyi · Wang Qianyi          | Regne UnitKate Shortman · Isabelle Thorpe     | Països BaixosBregje de Brouwer · Noortje de Brouwer |

#### Equips
Nota: Els esportistes masculins poden prendre part en aquesta prova des dels Jocs de París de 2024.
| Edició                | Or | Argent | Bronze |
| 1996 Atalanta detalls | Estats UnitsSuzannah Bianco · Tammy Cleland · Becky Dyroen-Lancer · Emily Lesueur · Heather Pease · Jill Savery · Nathalie Schneyder · Heather Simmons · Jill Sudduth · Margot Thien      | CanadàLisa Alexander · Janice Bremner · Karen Clark · Karen Fonteyne · Sylvie Fréchette · Valerie Hould · Kasia Kulesza · Christine Larsen · Cari Read · Erin Woodley | JapóRaika Fujii · Mayuko Fujiki · Rei Jimbo · Miho Kawabe · Akiko Kawase · Riho Nakajima · Miya Tachibana · Kaori Takahashi · Miho Takeda · Junko Tanaka          |
| 2000 Sydney detalls   | RússiaYelena Azarova · Olga Brusnikina · Mariya Kiselyova · Olga Novokshchenova · Irina Pershina · Yelena Soya · Iúlia Vassílieva · Olga Vasyukova · Yelena Antonova                      | JapóAyano Egami · Raika Fujii · Yoko Isoda · Rei Jimbo · Miya Tachibana · Miho Takeda · Yoko Yoneda · Yuko Yoneda · Juri Tatsumi                                      | CanadàLyne Beaumont · Claire Carver-Dias · Erin Chan · Catherine Garceau · Fanny Létourneau · Kristin Normand · Jacinthe Taillon · Reidun Tatham · Jessica Chase  |
| 2004 Atenes detalls   | RússiaYelena Azarova · Olga Brusnikina · Anastassia Davídova · Anastassia Iermakova · Elvira Khasyanova · Mariya Kiselyova · Olga Novokshchenova · Anna Shorina                           | JapóMichiyo Fujimaru · Saho Harada · Kanako Kitao · Emiko Suzuki · Miya Tachibana · Miho Takeda · Juri Tatsumi · Yoko Yoneda                                          | Estats UnitsAlison Bartosik · Tamara Crow · Rebecca Jasontek · Anna Kozlova · Sara Lowe · Lauren McFall · Stephanie Nesbitt · Kendra Zanotto                      |
| 2008 Pequín detalls   | RússiaAnastassia Davídova · Anastassia Iermakova · Mariya Gromova · Natalia Ishchenko · Elvira Khasyanova · Olga Kuzhela · Svetlana Romàixina · Anna Shorina · Yelena Ovchinnikova        | EspanyaAlba María Cabello · Raquel Corral · Andrea Fuentes · Thaïs Henríquez · Laura López · Gemma Mengual · Irina Rodríguez · Paoloa Tirados · Gisela Morón          | R.P. de la XinaGu Beibei · Jiang Tingting · Jiang Wenwen · Liu Ou · Luo Qian · Sun Qiuting · Wang Na · Zhang Xiaohuan · Huang Xuechen                             |
| 2012 Londres detalls  | RússiaAnastassia Davídova · Maria Gromova · Natalia Ischenko · Elvira Khasyanova · Daria Korobova · Aleksandra Patskevich · Svetlana Romàixina · Alla Shishkina · Anzhelika Timanina      | R.P. de la XinaChang Si · Chen Xiaojun · Huang Xuechen · Jiang Tingting · Jiang Wenwen · Liu Ou · Luo Xi · Sun Wenyan · Wu Yiwen                                      | EspanyaClara Basiana · Alba Cabello · Ona Carbonell · Margalida Crespí · Andrea Fuentes · Thaïs Henríquez · Paula Klamburg · Irene Montrucchio · Laia Pons        |
| 2016 Rio detalls      | RússiaVlada Chigireva · Natalia Ishchenko · Svetlana Kolesnichenko · Aleksandra Patskevich · Svetlana Romàixina · Alla Shishkina · Maria Shurochkina · Gelena Topilina · Elena Prokofyeva | R.P. de la XinaGu Xiao · Guo Li · Li Xiaolu · Liang Xinping · Sun Wenyan · Tang Mengni · Yin Chengxin · Zeng Zhen · Huang Xuechen                                     | JapóAika Hakoyama · Yukiko Inui · Kei Marumo · Risako Mitsui · Kanami Nakamaki · Mai Nakamura · Kano Omata · Kurumi Yoshida · Aiko Hayashi                        |
| 2020 Tòquio detalls   | ROCVlada Chigireva Marina Goliadkina Svetlana Kolesnichenko Polina Komar Alexandra Patskevich Svetlana Romashina Alla Shishkina Maria Shurochkina                                         | R.P. de la XinaFeng Yu · Guo Li · Huang Xuechen · Liang Xinping · Sun Wenyan · Wang Qianyi · Xiao Yanning · Yin Chengxin                                              | UcraïnaMaryna Aleksiiva · Vladyslava Aleksiiva · Marta Fiedina · Kateryna Reznik · Anastasiya Savchuk · Alina Shynkarenko · Kseniya Sydorenko · Yelyzaveta Yakhno |
| 2024 París detalls    | R.P. de la XinaChang Hao · Feng Yu · Wang Ciyue · Wang Liuyi · Wang Qianyi · Xiang Binxuan · Xiao Yanning · Zhang Yayi                                                                    | Estats UnitsAnita Alvarez · Jaime Czarkowski · Megumi Field · Keana Hunter · Audrey Kwon · Jacklyn Luu · Daniella Ramirez · Ruby Remati                               | EspanyaTxell Ferré · Marina García Polo · Lilou Lluís Valette · Meritxell Mas · Alisa Ozhogina · Paula Ramírez · Iris Tió · Blanca Toledano                       |

### Programa eliminat

#### Solo
| Edició           | Or               | Argent        | Bronze           |
| 1984 Los Angeles | Tracie Ruiz      | Carolyn Waldo | Miwako Motoyoshi |
| 1988 Seül        | Carolyn Waldo    | Tracie Ruiz   | Mikako Kotani    |
| 1992 Barcelona   | Kristen Babb     | No es concedí | Fumiko Okuno     |
| 1992 Barcelona   | Sylvie Fréchette | No es concedí | Fumiko Okuno     |